# Les Amis de Georges
Les Amis de Georges est un album musical de Georges Moustaki sorti en 1974.

## Présentation
La première chanson, Les Amis de Georges, est une déclaration d'amitié à Georges Brassens.

## Listes des titres
| No  | Titre                                     | Durée |
| --- | ----------------------------------------- | ----- |
| 1.  | Les Amis de Georges                       |       |
| 2.  | Sarah                                     |       |
| 3.  | Portugal (Fado tropical de Chico Buarque) |       |
| 4.  | L'Habitude                                |       |
| 5.  | Kapou iparkhi i agapimou                  |       |
| 6.  | Dans la maison trop grande et trop vide   |       |
| 7.  | Ce soir mon amour                         |       |
| 8.  | Le Droit à la paresse                     |       |
| 9.  | Les amours finissent un jour              |       |
| 10. | Lettre à Marianne                         |       |
| 11. | Je suis une guitare                       |       |
| 12. | Chanson pour elle                         |       |
| 13. | Sans la nommer                            |       |
| 14. | Aphorismes                                |       |